# Adelphenaldis crassithorax
Adelphenaldis crassithorax är en stekelart som beskrevs av Fischer 2003. Adelphenaldis crassithorax ingår i släktet Adelphenaldis och familjen bracksteklar. Inga underarter finns listade i Catalogue of Life.